# ロバート・レオタ
ロバート・レオタ（Robert Leota、1997年3月3日 - ）は、スーパーラグビー・パシフィック、ワラターズに所属するラグビー選手。

## プロフィール
- オーストラリア・プレストン出身[1]。
- ポジションはフランカー(FL)、ナンバーエイト(No8)。
- 身長 190cm、体重 110kg
- U20オーストラリア代表に選ばれたことがある[2]。
- オーストラリア代表キャップは21（2024年2月現在）でワールドカップ2023のオーストラリア代表に選ばれた[3]。

## 略歴
2015年、レベルズに加入。
レベルズ活動休止に伴い、2024年、ワラターズに加入。